# Uwe Stilla

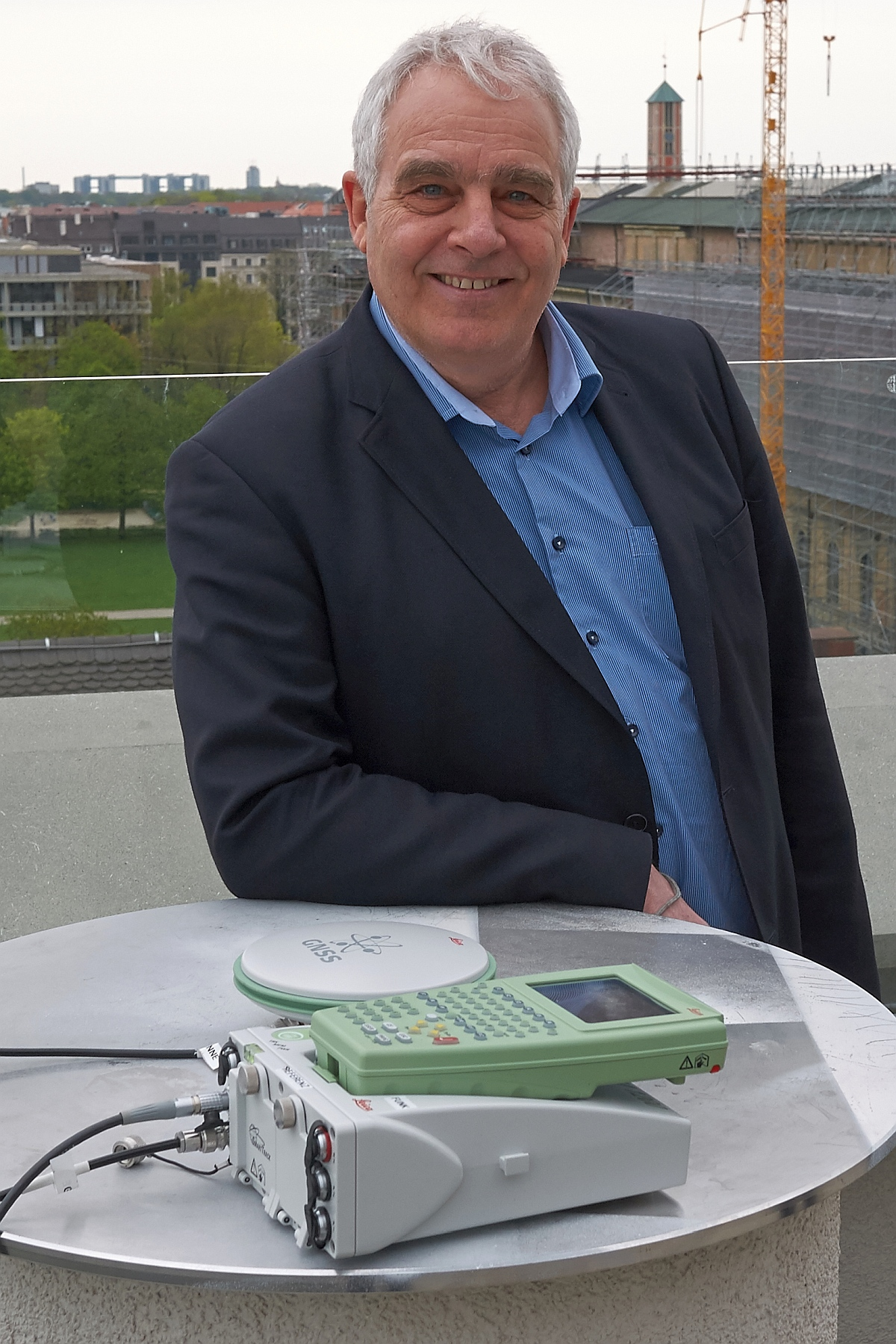
Uwe Stilla (2016)

Uwe Max Emil Stilla (* 31. Januar 1957 in Köln; † 10. Mai 2023) war ein deutscher Geoinformatiker und Universitätsprofessor für Photogrammetrie und Fernerkundung an der Technischen Universität München.

## Leben
Uwe Stilla studierte an der Gesamthochschule Paderborn bis 1980 Nachrichtentechnik (Dipl.-Ing.) und anschließend bis 1987 an der Universität Karlsruhe Biomedizinische Technik (Dipl.-Ing.). An der Karlsruher Universität war er nach seinem Abschluss als wissenschaftlicher Mitarbeiter tätig, 1990 wechselte er ans Forschungsinstitut für Optronik und Mustererkennung nach Ettlingen. Von 1989 bis 2003 lehrte er an der Universität Heidelberg und der Fachhochschule Heilbronn das Fach Biokybernetik im Studiengang Medizinische Informatik. Im Jahr 1993 promovierte Stilla an der Universität Karlsruhe über einen „Verfahrensvergleich zur automatischen Erkennung in Metall geschlagener Zeichen“.
Im Jahr 2004 folgte der Ruf an die TU München als Professor für Photogrammetrie und Fernerkundung. Von 2008 bis 2013 war er zudem Prodekan der Ingenieurfakultät Bau Geo Umwelt.
Stilla war Vorsitzender verschiedener Arbeitsgruppen der International Society for Photogrammetry and Remote Sensing, zuletzt der „IC WG II/III - Pattern Analysis in Remote Sensing“. Er war Mitglied des wissenschaftlichen Ausschusses der Deutschen Geodätischen Kommission sowie der Kommission für Erdmessung und Glaziologie in der Bayerischen Akademie der Wissenschaften. Zudem war er von 2016 bis 2020 Präsident der Deutschen Gesellschaft für Photogrammetrie, Fernerkundung und Geoinformation.
Stillas Forschungsgebiet war im Bereich der Photogrammetrie und Fernerkundung die automatische Datenanalyse. Er hat zahlreiche wissenschaftliche Konferenzen und Arbeitstreffen organisiert und mehr als 500 Fachartikel publiziert.

## Auszeichnungen
- 2016: Willem Schermerhorn Award[3]
- 2006: The U.V. Helava Award

## Schriften (Auswahl)
- 1993: Verfahrensvergleich zur automatischen Erkennung in Metall geschlagener Zeichen. Universität Karlsruhe, DNB 941650456, Dissertation (PDF; 5,25 MB).